# Maxomys whiteheadi
Maxomys whiteheadi — вид пацюків (Rattini), проживає в Індонезії, Малайзії, Таїланді (півострів Таїланд, Малайський півострів, Суматра, Борнео та деякі сусідні острови).

## Морфологічна характеристика
Довжина голови й тулуба від 110 до 150 мм, довжина хвоста від 87 до 125 мм, довжина лапи від 25 до 31 мм, вага до 90 грамів. Волосяний покрив короткий і колючий. Колір верхніх частин варіюється від червонувато-коричневого до темно-коричневого. Колючі волоски мають чорний кінчик. Черевні частини варіюються від сірого до сіро-помаранчевого. Є багато колючих волосків, які світліші та м'які. Руки і ступні білі. Хвіст такий же, як голова і тулуб, темно-коричневий зверху і світліший знизу. Каріотип 2n = 36, FN = 70–72.

## Середовище проживання
Мешкає в лісах і рисових полях, оточених густою рослинністю до 2100 метрів над рівнем моря.

## Спосіб життя
Це нічний і наземний вид. Харчується частинами рослин і мурахами